# Lübecks voetbalkampioenschap 1911/12
In 1911/12 werd het vierde Lübecks voetbalkampioenschap gespeeld, dat georganiseerd werd door de Noord-Duitse voetbalbond. Voor het eerst mocht een club uit Lübeck naar de Noord-Duitse eindronde, maar het was niet kampioen BC 03 maar Seminar 07 dat geselecteerd werd. De club verloor met 9-0 van Holstein Kiel.

## Eindstand
| Plaats | Club                    | Wed. | W | G | V | Saldo | Ptn |
| ------ | ----------------------- | ---- | - | - | - | ----- | --- |
| 1.     | BC 03 Lübeck            | 5    | 3 | 1 | 1 | 16:9  | 7:3 |
| 2.     | Seminar FC 07 Lübeck    | 6    | 2 | 1 | 3 | 16:12 | 5:7 |
| 3.     | SV 05 Lübeck            | 5    | 2 | 1 | 2 | 12:13 | 5:5 |
| 3.     | FC Teutonia 02 Oldesloe | 6    | 2 | 1 | 3 | 11:21 | 5:7 |

|  | Kampioen |